# Titularbistum Cemerinianus
Cemerinianus (ital.: Cemeriniano) ist ein Titularbistum der römisch-katholischen Kirche.
Die in Nordafrika gelegene Stadt war ein alter römischer Bischofssitz, der im 7. Jahrhundert mit der islamischen Expansion unterging. Dieser lag in der römischen Provinz Numidien.
| Titularbischöfe von Cemerinianus |                                     |                                              |                    |                    |
| Nr.                              | Name                                | Amt                                          | von                | bis                |
| 1                                | Eberhard Spieß OSB                  | Abt von Peramiho (Tansania)                  | 23. September 1953 | 17. September 1990 |
| 2                                | Jan Kopiec                          | Weihbischof in Oppeln (Polen)                | 4. Dezember 1992   | 29. Dezember 2011  |
| 3                                | Tadeusz Lityński                    | Weihbischof in Zielona Góra-Gorzów (Polen)   | 28. April 2012     | 23. November 2015  |
| 4                                | António Augusto de Oliveira Azevedo | Weihbischof in Porto (Portugal)              | 9. Januar 2016     | 11. Mai 2019       |
| 5                                | Edmund J. Whalen                    | Weihbischof in New York (Vereinigte Staaten) | 10. Oktober 2019   |                    |